# Transaero
Transaero Airlines (Ruso Авиакомпания Трансаэро o simplemente Трансаэро) fue una aerolínea con base en Moscú, Rusia. Operaba vuelos regulares y chárter nacionales e internacionales a más de 100 destinos. Su aeropuerto principal era el Aeropuerto Internacional de Moscú-Domodédovo. La aerolínea terminó sus operaciones el 15 de diciembre de 2015, a causa de su pobre condición financiera.

## Historia
En sus orígenes Transaero era una aerolínea chárter que operaba aviones alquilados a Aeroflot. Fue creada como sociedad anónima el 28 de diciembre de 1990 y se convirtió en la primera aerolínea tras Aeroflot en ser autorizada a ofrecer servicios de pasajeros en Rusia. Su primer vuelo chárter fue entre Moscú y Tel Aviv el 5 de noviembre de 1991. En julio de 1992, Transáero recibió su primer avión en propiedad, un Ilyushin Il-86. En enero de 1993 lanzó el servicio Moscú-Norilsk, seguido de las rutas a Kiev, Sochi y Almaty. Su primer vuelo internacional regular tuvo lugar entre Moscú y Tel Aviv en noviembre de 1993.
En abril de 1993, Transáero se convirtió en la primera aerolínea rusa en utilizar aviones occidentales tras recibir su primer Boeing 737-200, seguido del primer Boeing 757-200 justo un año después.
Transáero fue también la primera compañía rusa en ofrecer a sus viajeros un programa de fidelización, establecido en 1995. Además fue la primera en obtener el certificado de mantenimiento de aeronaves de las autoridades federales de Aviación Civil de los Estados Unidos, conseguido en 1997.

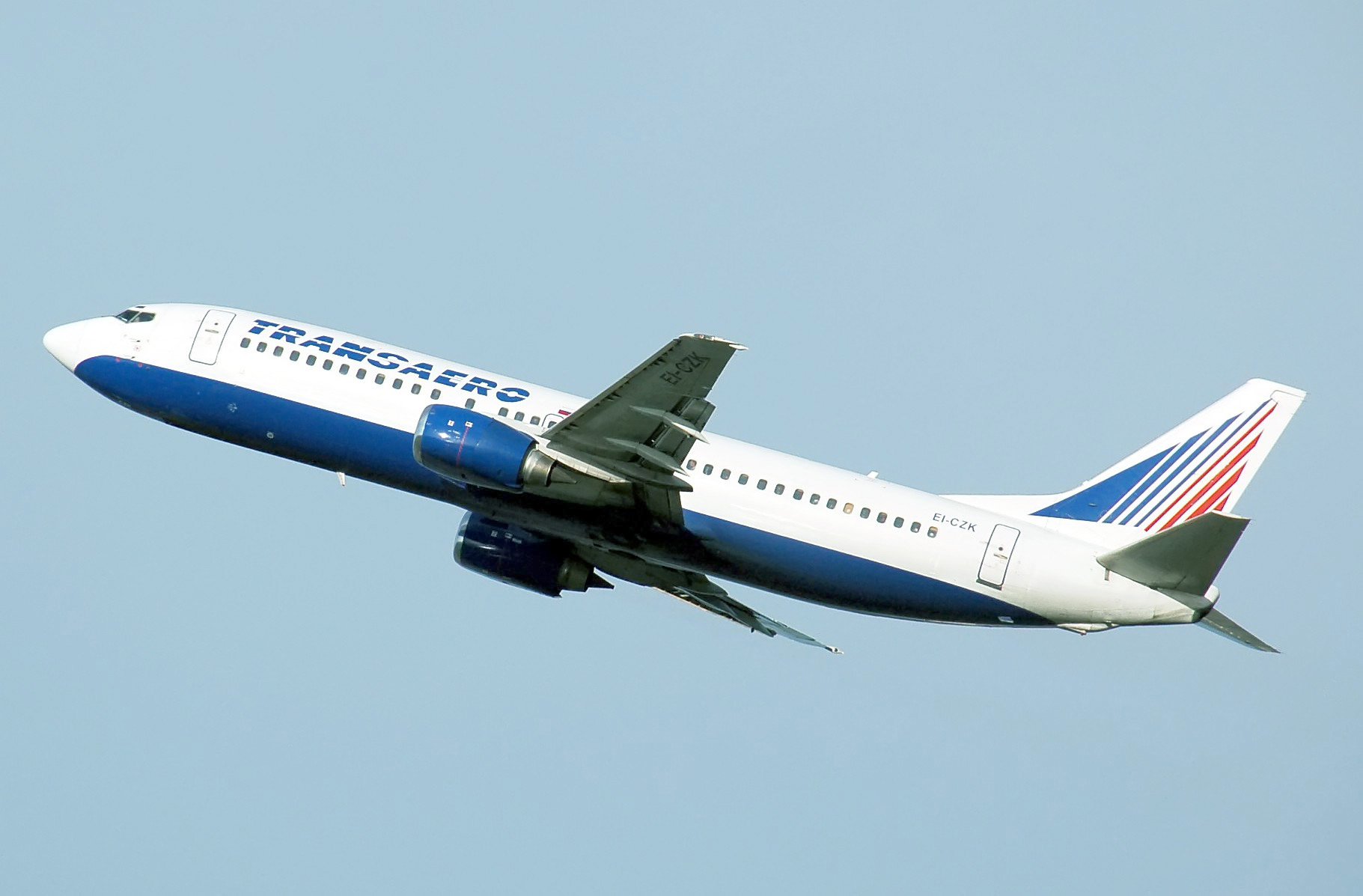
Despegue de un Boeing 737-400 de Transaero.

En diciembre de 1998 fue establecido un servicio semanal entre Moscú y Londres-Gatwick. El vuelo diario Londres-Moscú de bmi fue operado bajo régimen de código compartido con Transáero. Transaero operó su primer Boeing 737-700 en 1998, los primeros Boeing 767-200 y Boeing 737-300 en 2002 y los primeros Boeing 767-300 y Boeing 737-400 en 2003, año en que fue firmado un acuerdo de compra por 10 Túpolev Tu-214-300. En 2005 Transáero fue la primera aerolínea rusa de pasajeros en utilizar un Boeing 747, concretamente un Boeing 747-200 que había pertenecido a Virgin Atlantic Airways. Este aparato se usó  para el vuelo regular Moscú-Tel Aviv, aunque también realizó servicios chárter en verano a complejos vacacionales.
En mayo de 2005, Transáero añadió un vuelo entre Moscú y Montreal, siendo la primera aerolínea rusa en volar a Canadá. La ruta a Montreal  se canceló en septiembre de 2007. El 21 de junio de 2006, Transáero comenzó a operar vuelos sin escalas entre Moscú y Toronto. La aerolínea anunció planes acerca de una posible salida a bolsa para llevar a cabo una ampliación de capital.
El 3 de septiembre de 2015, Aeroflot anunció la compra del 75% de Transaero, informando además que la compañía será reestructurada y sus operaciones se integrarían con las de Aeroflot.
Ese mismo día, Transaero anunció el cese de sus operaciones desde el 15 de diciembre de 2015.

## Destinos

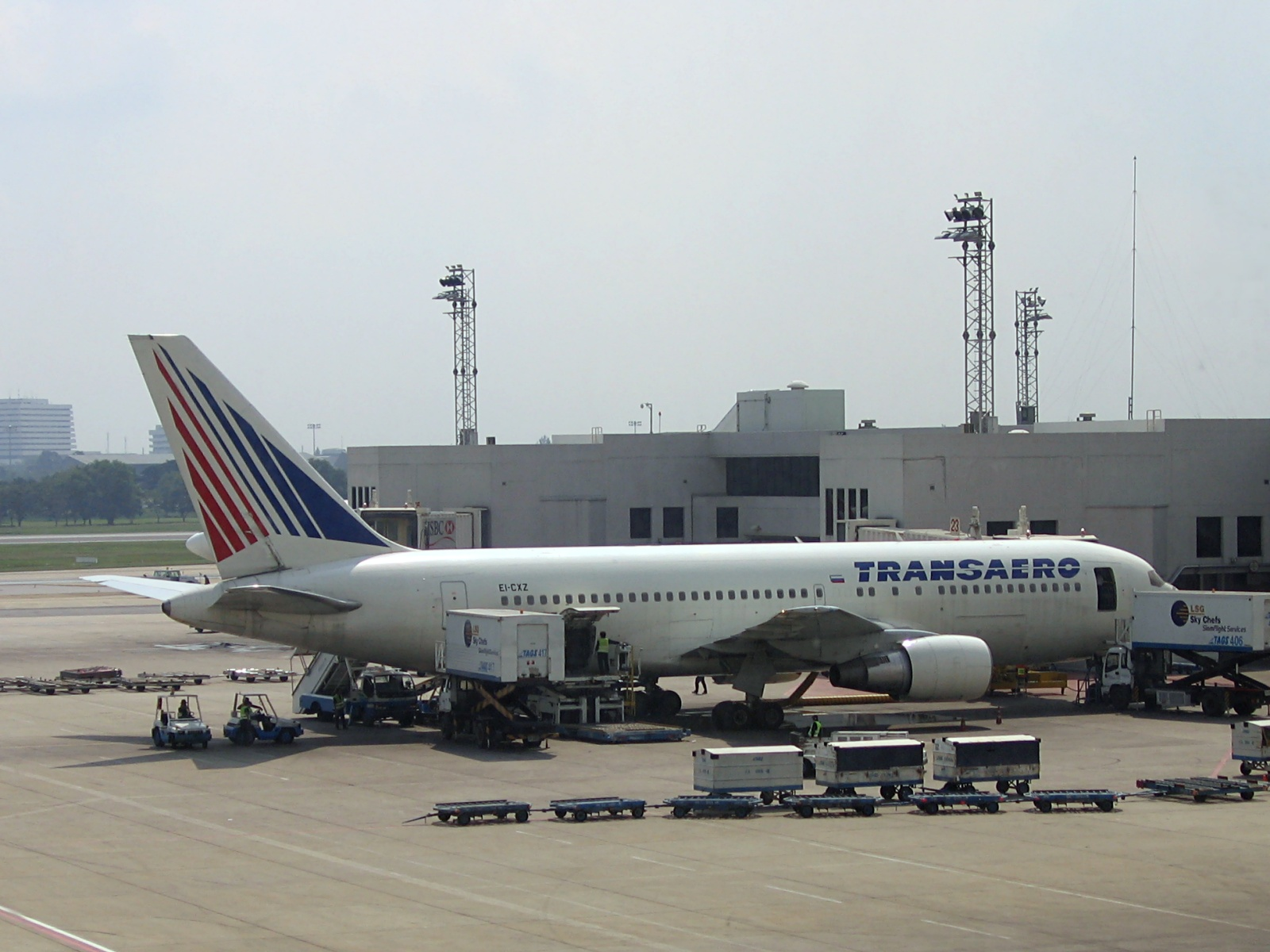
Boeing 767 de Transaero.

## Flota
A fecha de diciembre de 2010 la flota de Transaero incluye las siguientes aeronaves:

### Aeronaves retiradas
- Airbus A310
- Boeing 737-200
- Boeing 737-700
- Boeing 757-200
- McDonnell Douglas DC-10